# دریاچه نجف
دریاچه نجف معروف به دریای نجف (به عربی: بحر النجف)، دریاچه‌ای فصلی است که در شهر نجف عراق واقع شده‌است. این دریاچه نمکی بیشتر مورد خشکسالی بوده و آب آن رو به کاهش است.
این دریاچه از طریق رودی به نام «وادی الملح» به رود فرات متصل است. دریای نجف در ادبیات عربی باستان آمده‌است و نجف را به عنوان ساحل دریاچه‌ای نمکی معرفی کرده‌اند. از دریای نجف، در مقاطعی با عنوان باتلاق نجف یاد شده‌است.
این دریاچه در طول تاریخ کوچکتر و گاهی موقعیت جغرافیایی آن جابه‌جا شده‌است. دریای نجف امروزه به صورت باتلاق و آب‌های اندک درآمده است.